# شعرة (تعز)

تعديل مصدري - تعديل

شعره هي إحدى قرى مديرية ماوية بمحافظة تعز اليمنية، بلغ تعداد سكانها 690 نسمة حسب الإحصاء الذي جرى عام 2004.